# Papegojnäbbar
Papegojnäbbar (Paradoxornithidae) är en familj med små tättingar som förekommer nästan enbart i Asien, dock med en art i västra Nordamerika.

## Släkten i familjen
Släktesindelning och artantal efter IOC:
- Släkte Myzornis – en art, eldstjärt
- Släkte Moupinia – en art, roststjärtad sångare
- Släkte Lioparus – en art, guldfulvetta
- Släkte Chrysomma – två arter
- Släkte Rhopophilus – två arter
- Släkte Fulvetta – åtta arter fulvettor
- Släkte Chamaea – en art, messmyg
- Släkte Paradoxornis – elva arter papegojnäbbar
- Släkte Suthora – tolv arter papegojnäbbar